# غوردون ويلكي
غوردون ويلكي هو لاعب هوكي الجليد كندي، ولد في 3 مايو 1940 في ريجاينا في كندا.

## وصلات خارجية
- غوردون ويلكي على موقع EliteProspects.com (الإنجليزية)
- غوردون ويلكي على موقع HockeyDB.com (الإنجليزية)